# Carlijn Jans
Pour les articles homonymes, voir Jans (homonymie).
Carlijn Jans est une joueuse néerlandaise de volley-ball née le 24 juillet 1987 à Bréda. Elle mesure 1,93 m et joue au poste de centrale. 

## Clubs
| Club                | De        | À         |
| ------------------- | --------- | --------- |
| VVC Vught           | 2002-2003 | 2002-2003 |
| VV SR Roosendaal    | 2003-2004 | 2003-2004 |
| Sliedrecht Sport    | 2004-2005 | 2004-2005 |
| Martinus Amstelveen | 2005-2006 | 2006-2007 |
| Chieri Volley       | 2007-2008 | 2007-2008 |
| AMVJ Amstelveen     | 2008-2009 | 2008-2009 |
| Schweriner SC       | 2009-2010 | 2009-2010 |
| VV Alterno          | 2010-2011 | 2013-2014 |
| VV Taurus           | sept 2014 | déc 2014  |
| VC Sneek            | 2014-2015 | 2015-2016 |
| Sliedrecht Sport    | 2016-2017 | …         |

## Palmarès
- Championnat des Pays-Bas
  - Vainqueur : 2006, 2007, 2014, 2015, 2016, 2017, 2018, 2019.
- Coupe des Pays-Bas
  - Vainqueur : 2006, 2007, 2018, 2019, 2020.
  - Finaliste : 2015, 2017.
- Supercoupe des Pays-Bas
  - Vainqueur : 2015, 2017, 2018, 2019, 2020.
  - Finaliste : 2013.